# بامبرگ (کالیفرنیا)
بامبرگ (به انگلیسی: Baumberg) یک منطقهٔ مسکونی در ایالات متحده آمریکا است که در شهرستان آلامدا، کالیفرنیا واقع شده‌است. بامبرگ ۴٫۸۸ متر بالاتر از سطح دریا واقع شده‌است.